# Louis Petitot

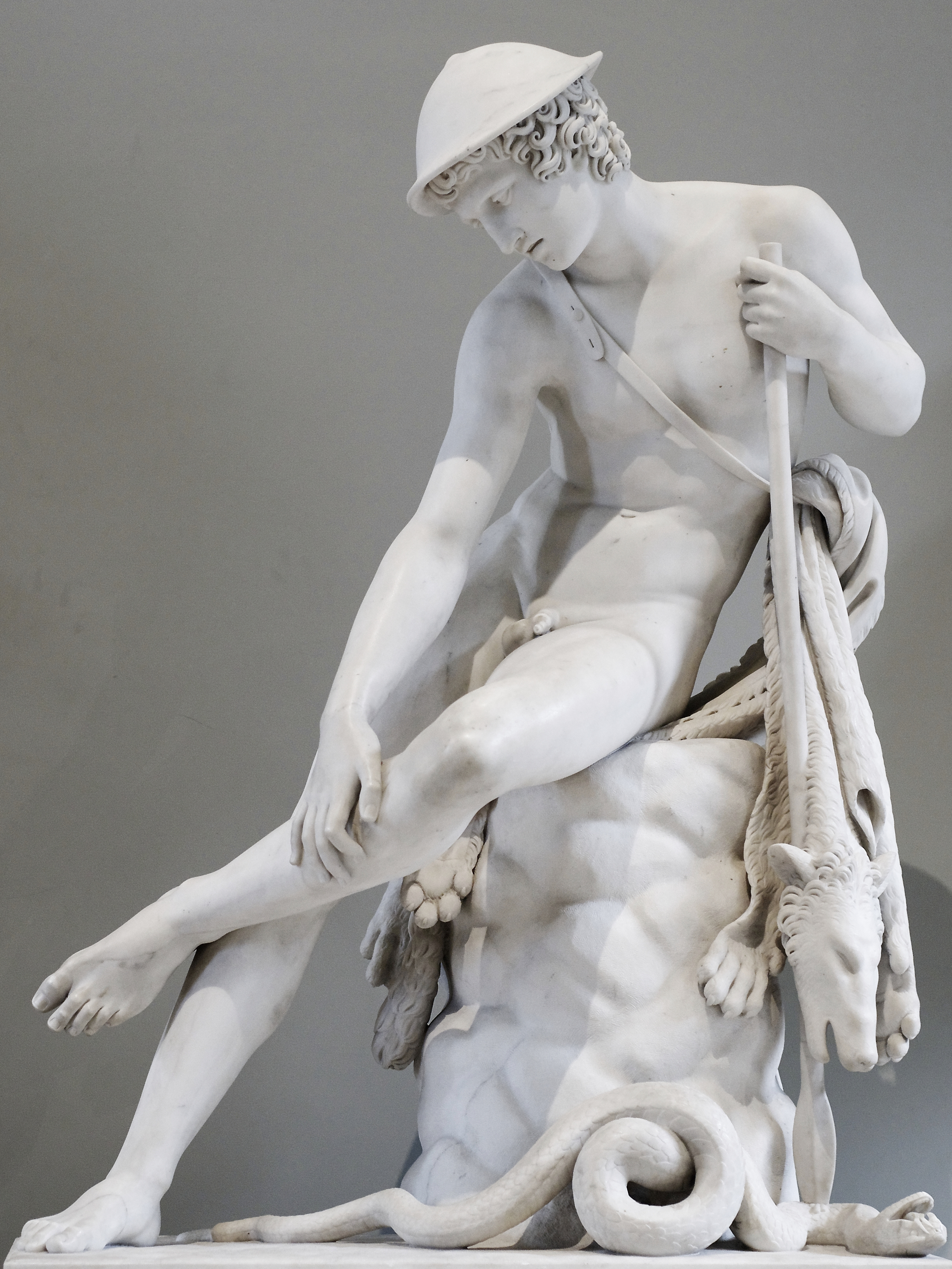
Het beeld "Jeune chasseur blessé par un serpent" gemaakt door Louis Petitot

Louis-Messidor-Lebon Petitot (Parijs, 23 juni 1794 - Parijs, 1862) was een Franse beeldhouwer. Hij was leerling en schoonzoon van de Franse beeldhouwer Pierre Cartellier.
Petitot won de Prix de Rome voor beeldhouwen en bracht de periode tussen 1815 en 1819 door op de Franse Academie in Rome (Gehuisvest in: Villa Medici). Toen Petitot weer terugkeerde naar Parijs werkte hij opnieuw samen met Cartellier, die op dat moment bezig was met een ruiterstandbeeld voor de Zonnekoning. Het beeldhouwwerk zou plaats moeten krijgen op het Cour d'honneur van het Paleis van Versailles ter ere van de "Restauration". Toen Cartellier overleed was het beeld alleen nog maar in brons gegoten. Petitot maakte de opdracht, gegeven in 1817, succesvol af.
In 1822 voltooide hij een marmeren borstbeeld van Claude de Forbin (1656-1733) als gedenkteken. Het beeld werd tentoongesteld in de Parijse Salon van 1822 en werd gekocht voor Versailles.
Petitot vertoonde "Jeune chasseur blessé par un serpent" op de Parijse Salon van 1827. Daar werd het beeld aangekocht voor het Louvre. Door de kracht van het beeld werd Petitot uitgenodigd om een beeld te maken van Lodewijk XIV. Het in brons gegoten beeld werd op het Place Saint-Sauveur in Caen neergezet. Het werd officieel ingehuldigd op 24 mei 1828 en was zo populair dat Petitot benoemd werd door de Franse overheid tot Ridder in het Legioen van Eer. Het monument was bedoeld om de door Jean Postel gemaakte stenen sculptuur van Lodewijk XIV te vervangen, dat beeld was namelijk vernield en afgebroken tijdens de Franse Revolutie.
Petitot was de beeldhouwer van het marmeren borstbeeld van Pierre Cartellier op zijn graf op het kerkhof van Père-Lachaise in Parijs. Dit standbeeld staat voor vriendschap. Het graf van Cartellier werd op 25 januari 1990 toegevoegd aan de lijst van historische monumenten. Voor het graf van zijn schoonzus, Charlotte Cartellier-Heim, maakte hij een bas-reliëf van een stel dat samen een rozenstruik water geeft.
Hij werd verkozen tot lid van de Academie des Beaux-Arts.

## Andere werken
- "De capitulatie van generaal Francisco Ballesteros op Campillo", een marmeren bas-reliëf ter herdenking van de gebeurtenis in de Franse interventie in Spanje van 4 augustus 1823, het beeld werd voltooid in 1831.
- "De stad Lyon" en "De stad Marseille", stenen sculpturen voor de zuidoosthoek van de Place de la Concorde, naast de Quai des Tuileries, voltooid in 1836.
- Buste van Henri, duc de Rohan, kolonel-generaal van de Zwitserse Garde, voltooid in 1838.
- Buste van Bon Adrien Jeannot de Moncey, hertog van Conegliano, maarschalk van Frankrijk, voltooid tussen 1843 en 1845.
- Twee marmeren bas-reliëfs, "Lodewijk XIV gekroond door de Victorie, de wetenschappen en kunsten beschermend" en "Helios van Rhodos", voor de herinrichting van de Escalier de la Reine van Paleis Versailles, voltooid in 1844.
- Vier stenen beelden ("Industrie", "Overvloed", "De Stad Parijs" en "De Seine") voor de Pont du Carrousel, voltooid in 1946.
- Grafmonument van Louis Bonaparte, voormalig koning van Holland, Graaf van Saint-Leu. Het monument staat bij de Église Saint-Leu-Saint-Gilles, Saint-Leu-la-Forêt (Val-d'Oise).

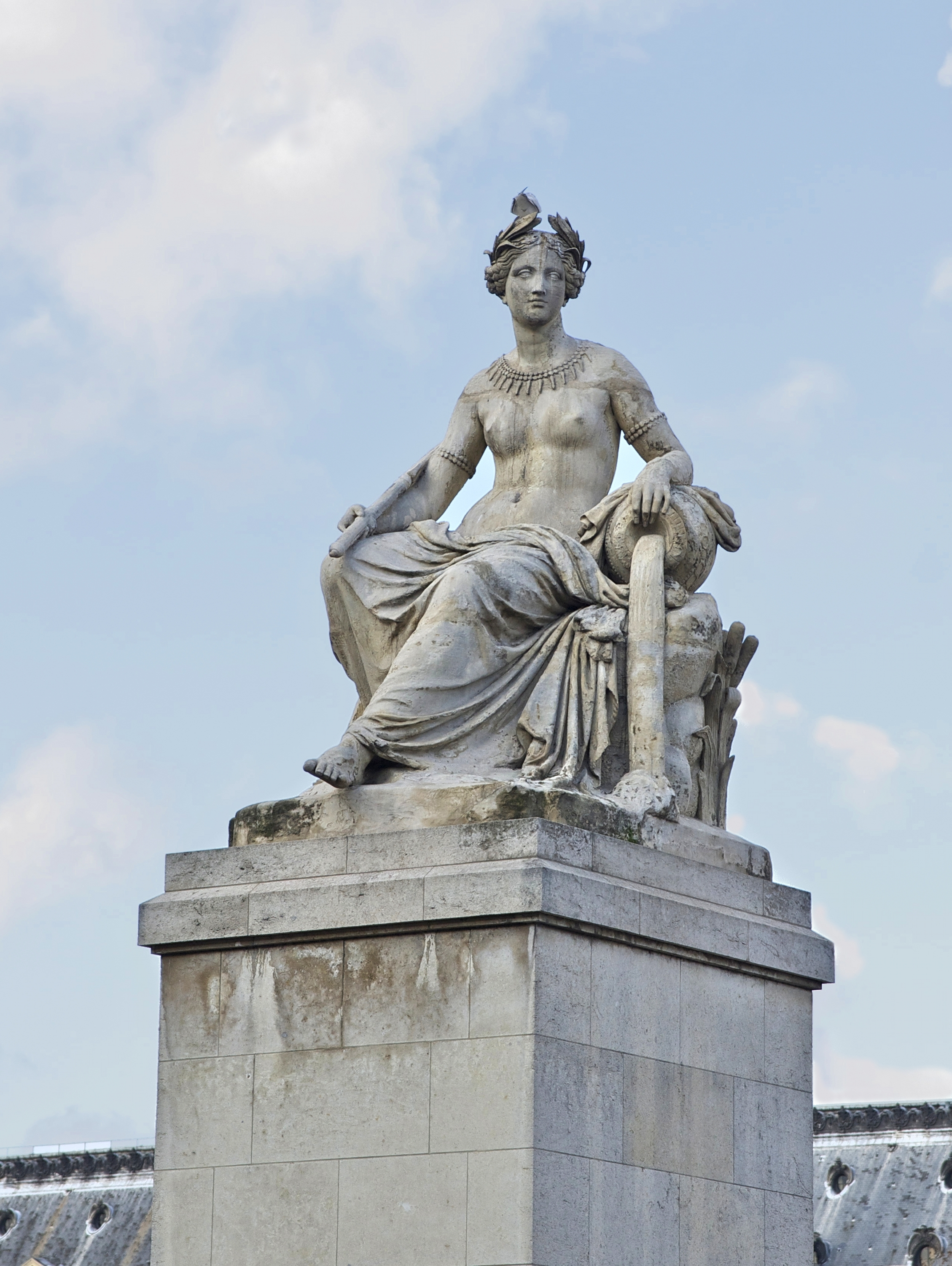
"La Seine"
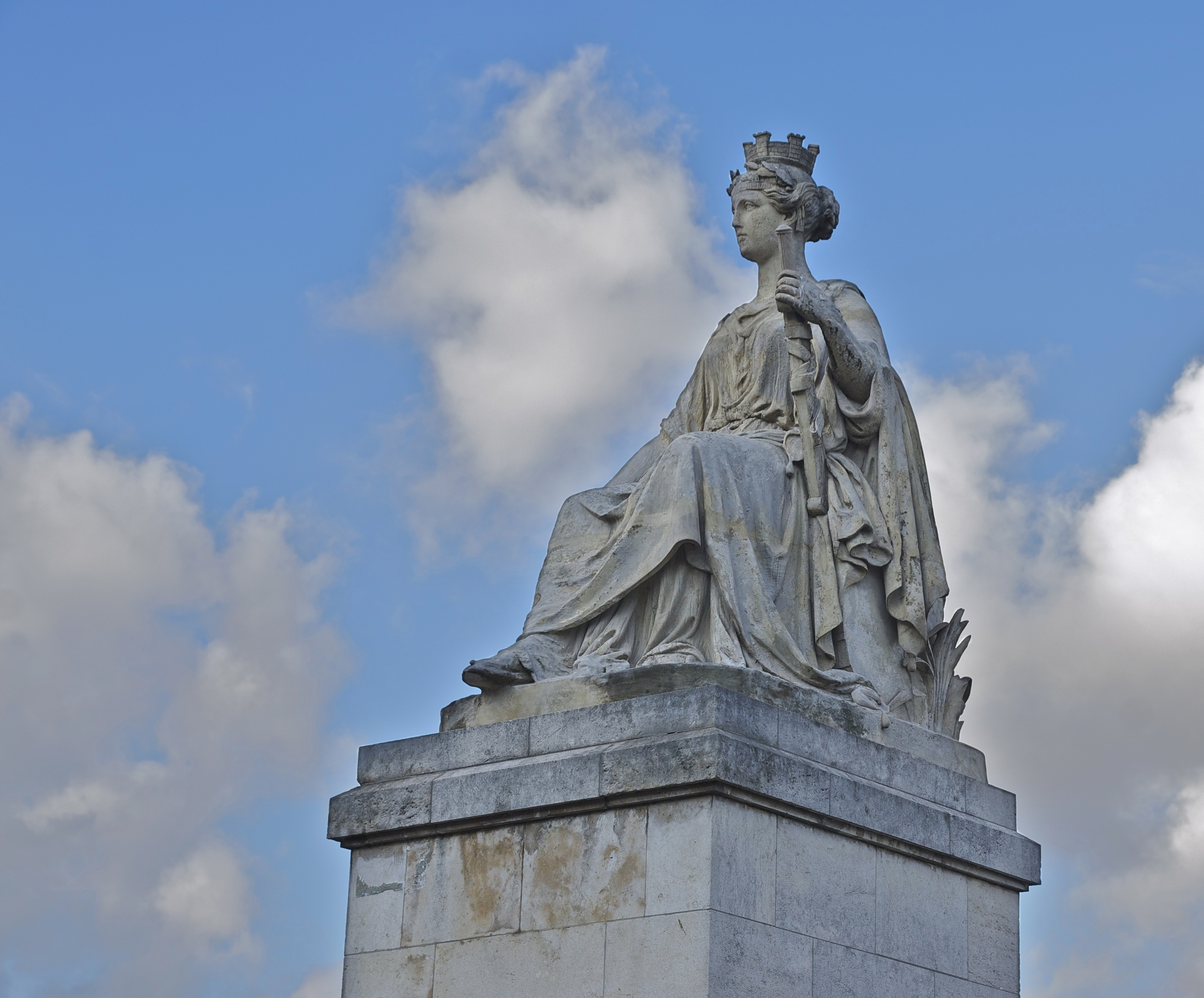
"Ville de Paris"
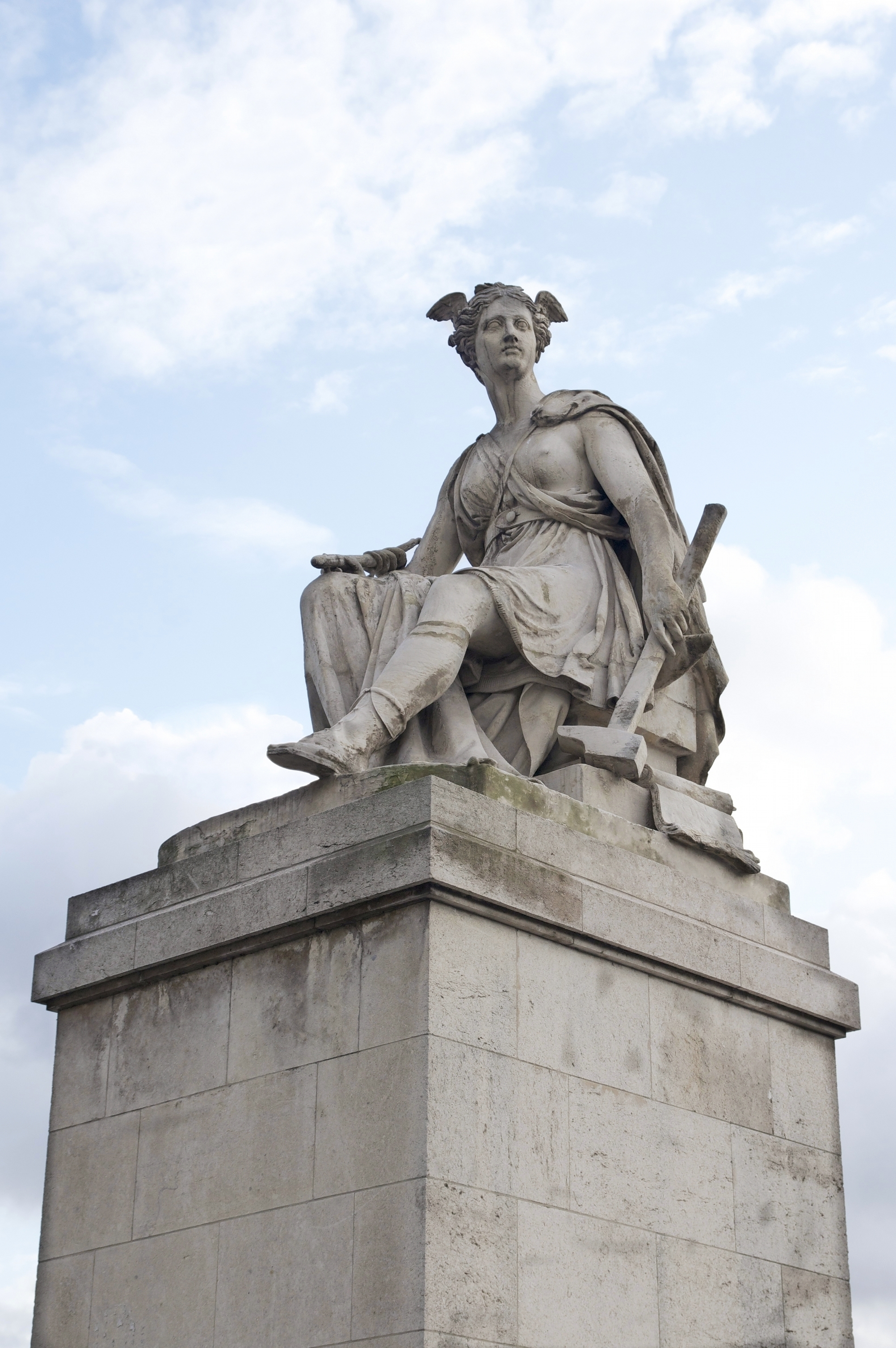
"L'industrie"
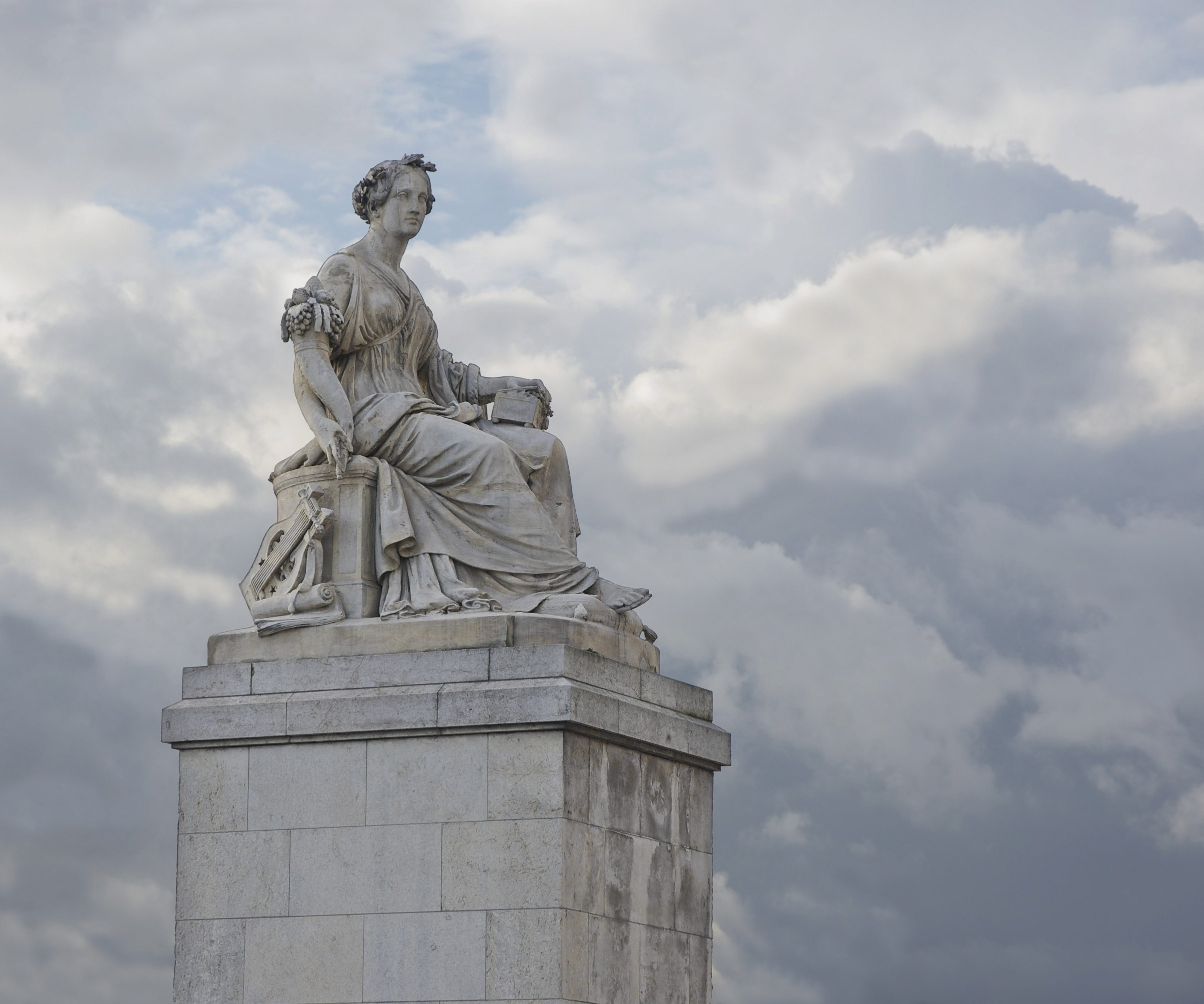
"Abondance"

- Bibliothèque nationale de France: cb149614078 (data)
- Gemeinsame Normdatei: 117702331
- International Standard Name Identifier: 0000 0003 6471 6860
- RKD-Nederlands Instituut voor Kunstgeschiedenis: 453654
- Système universitaire de documentation: 162414862
- Union List of Artist Names: 500323948
- Virtual International Authority File: 227073148
- WorldCat: E39PBJjhCJDXPRXbHRq47Qmw4q